# چالوس
چالوس (مازندرانی: چالِس) از شهرهای استان مازندران است که در جلگه میانی کرانه دریای مازندران جای گرفته است. شهر چالوس در غرب مازندران قرار دارد. چالوس یکی از شهرهای تاریخی طبرستان بوده است.

## وجه تسمیه
1. واژه چالوس از دو لفط چا (čâ) و لوس (lus) تشکیل شده است. چا و چال در زبان مازندرانی به معنی گودال می‌باشد. لس و لوس (طبری چالوسی: لش و لوش) در زبان مازندرانی به معنی لجن می‌باشد. لفظ چالوس در زبان طبری می‌تواند به معنی 'گودال لجنی' یا 'گودال باتلاقی' باشد.[۱]
2. پسوند اوس (us) یکی از جاینام‌های غرب مازندران می‌باشد.[۲] این جاینام در واژگانی در معنای محافظ و نگهبان استفاده می‌شده است. از این رو، چال + اوس به معنی 'محافظ گودال' می‌باشد. منظور از چال یا گودال، دهی است که در گذشته دور در پایین کوهپایه تشکیل می‌شد.
3. چال‌اوس معادل نام دیگر یونان (هِلِس hellas)، به معنی 'زیرین‌ترین' می‌باشد. همچنین، پسوند اوس در عناوین یونانی بکار می‌رفته است.

یک شهر با نام چالوس در کشور فرانسه وجود دارد.

## پیشینه

### دوران باستان

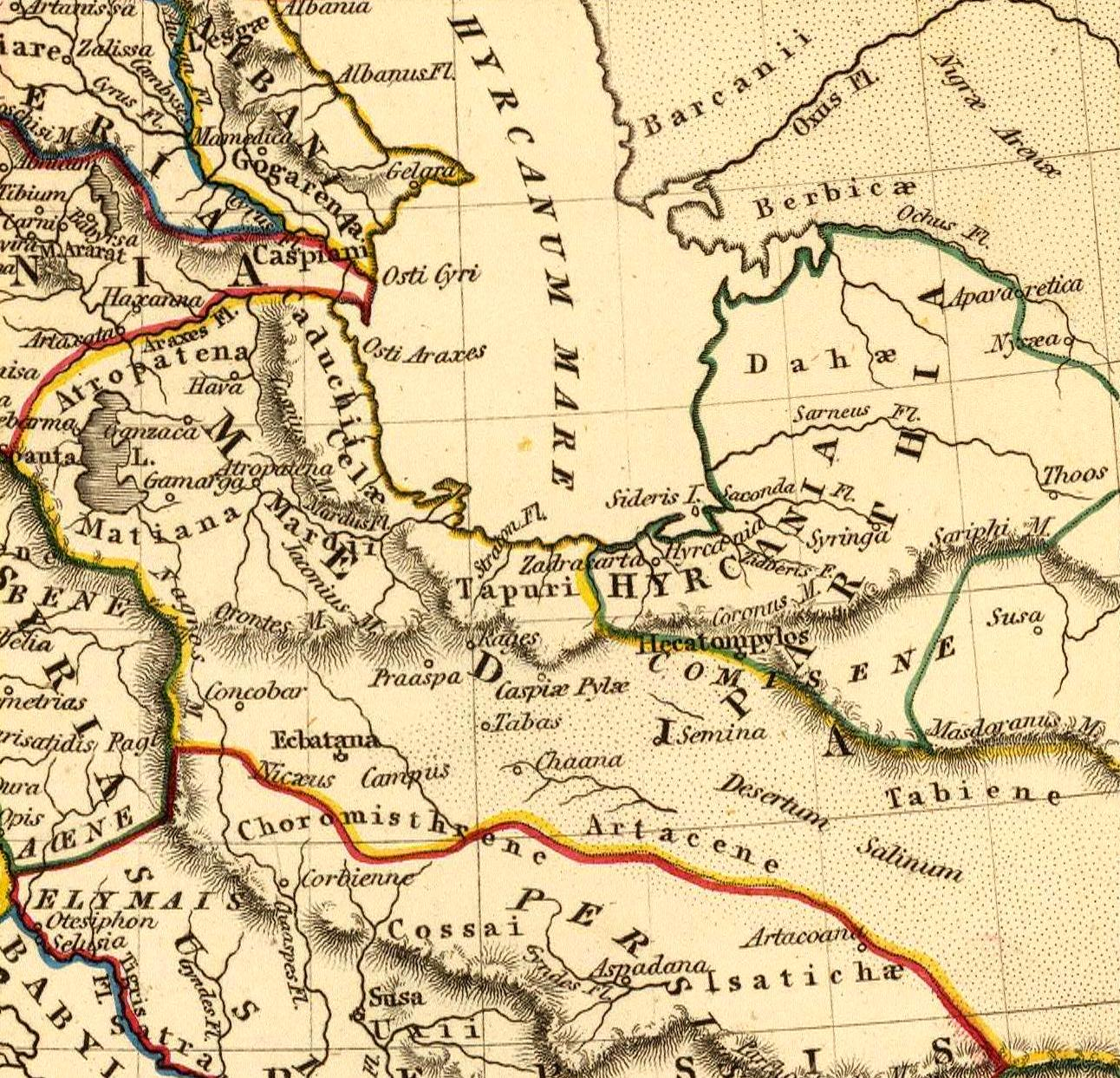
موقعیت تپورها در قرن دوم قبل از میلاد، از شرق سپیدرود تا اسرم هیرکانیا

استان مازندران (به پهلوی: )، پس از اسلام طبرستان و پیش از اسلام تپیرستان نامیده می‌شد. این نام برگرفته از نام قوم تپوری (به یونانی: Τάπυροι) می‌باشد که پس از اسلام قوم طبری نام گرفتند.
به اعتقاد مورخان آماردها نخستین سکنه باستانی مازندران بودند و آماردها از آمل تا تنکابن و تپورها از آمل تا گرگان سکونت داشتند. در عصر هخامنشی در کرانه جنوبی دریای مازندران اقوام، تپوری ، آمارد، آناریاکه و کادوسی سکونت داشتند. مورخان آماردها را به مردمان داهه و سکایی و پارسی پیوند داده‌اند.
هرودوت از قبیله مارد (mardes) در کنار دائی‌ها (daens)، دروپیک‌ها (dropiques)، و ساگارتی‌ها (sagarties) به عنوان پارس‌های کوچنشین و صحراگرد یاد کرده است. پلینیوس مورخ یونانی محل آماردها را قسمت شرقی مارگانیا شناسایی کرده است. استرابون(۶۳ ق. م) از اقوام تپوری، ماردی، کادوسی و کرتی به عنوان اقوام کوهستان نشین شمال کشور یاد می‌کند. استرابو می‌نویسد: تمام مناطق این کشور به استثنای بخشی به سمت شمال که کوهستانی و ناهموار و سرد است و محل زندگی کوهنشینانی به نام کادوسی (Cadusii) و آماردی (Amardi) و تپوری (Tapyri) و کرتی (Cyrtii) و سایر مردمان دیگراست، حاصلخیز است.
به گفته واسیلی بارتلد تپوری‌ها در قسمت جنوب شرقی ولایت سکونت داشتند و در قید اطاعت هخامنشیان درآمده بودند و آماردها مغلوب اسکندر مقدونی و بعد مغلوب اشکانیان شدند و اشکانیان در قرن دوم ق.م. آنها را در حوالی ری سکونت دادند و اراضی سابق آماردها به تپوری‌ها اهدا شد و بطلمیوس در شرح دیلم یعنی قسمت شرقی گیلان در ساحل بحر خزر در آن زمان از تپوری‌ها نام می‌برد.به گفتهٔ یحیی ذکا در «کاروند کسروی» آورده است: آماردان یا ماردان، در زمان لشکر کشی اسکندر مقدونی به ایران، این تیره در مازندران نشیمن می‌داشتند و آن هنگام هنوز قبایل تپوران به آنجا نیامده بودند. به گفته مجتبی مینوی قوم آمارد و قوم تپوری در سرزمین مازندران می‌زیستند و تپوری‌ها در ناحیه کوهستانی مازندران و آماردها در ناحیه جلگه‌ای مازندران سکونت داشتند. در سال ۱۷۶ ق. م فرهاد اول اشکانی قوم آمارد را به ناحیه خوار کوچاند و تپوری‌ها تمام ناحیهٔ مازندران را فرو گرفتند و تمام ولایت به اسم ایشان تپورستان نامیده شد. شهرهای آمل، چالوس، کلار، سعیدآباد و رویان جزئی از سرزمین قوم تپوری بودند.
رویان به سرزمینی آباد در غرب مازندران گفته می‌شد که شامل کجور (نور و نوشهر)، کلارستاق (چالوس، مرزن آباد و کلاردشت)، لنگا (عباس‌آباد و نشتارود)، تنکابن، سختسر، هوسم، طالقان، الموت، لورا، ارنگه، رودبار قصران و لارقصران می‌شد.
در دوران اشکانی و ساسانی منطقه رویان که چالوس نیز بخشی از آن بود تحت حاکمیت خاندان گشنسپ از پادشاهان تپورستان بوده است.

#### عصر هخامنشی و اسکندر
فرادات حاکم تپوری‌ها در نبرد داریوش سوم و اسکندر بود. وی همچون آتورپاتکان با اسکندر به مصالحه پرداخت. پس از این مصالحه، مناپیس از سوی اسکندر والی اسرم هیرکانیا گردید و فرادات را به حکومت تپورستان باقی ماند.
اسکندر پس از دست‌یابی به سرزمین آمارد ولایت آمارد را به تپورستان که والی آن فرادات بود ضمیمه کرد.

#### عصر اشکانی و ساسانی
گشنسب شاهان یا گشنسپداد گرشاهی (۳۳۰ق. م-۵۳۰ب. م) سلسلهٔ پادشاهی در طبرستان بوده که در عصر اشکانیان در منطقه کوهستانی شرق مازندران شکل گرفت.
این سلسله در اوایل عصر ساسانی قلمروی خود را تا گیلان گسترش دادند. در دوران اردشیر ساسانی قلمروی گشنسب شاهان علاوه بر رویان و طبرستان شامل گیلان، دیلمان و دماوند می‌شده است.
ریشهٔ خاندان گشنسپداد گرشاهی به مناطق کوهستانی شرق طبرستان منطقه هزارگری و شهر [اسرم]] می‌رسد و واژه گر دربارهٔ مردمان طبری کوهستان شرقی طبرستان به کار می‌رفت. از آنجا که این خاندان ساکن در منطقهٔ کوهستانی مازندران بودند گرشاه لقب گرفتند. لقب پتشخوارگرشاه به پادشاه‌هان کوهستان طبرستان داده می‌شد.

#### دژ چالوس
به گزارش مسعودی در چالوس دژی استوار بود که پادشاهان ایران بنیان نهاده بودند و پیوسته لشکری در برابر دیلمیان می‌نشاندند تا اهالی دیلمان را از یورش به طبرستان بازدارد.
دژ چالوس توسط اسپهبدان طبرستان برای جلوگیری از تعرضات دیلمیان به چالوس در منطقه نمکاب‌رود چالوس بنا شد. دیلمیان به‌واسطه سبک زندگی به نواحی غربی طبرستان همچون چالوس و کلار و برخی نواحی دیگر همچون طارم و قزوین دستبرد می‌زدند به همین علت اسپهبدان طبرستان برای جلوگیری از تعرضات دیلمیان دژی در چالوس بنا نمودند. این دژ تا عصر علویان پابرجا ماند و پس از تسلط علویان طبرستان بر دیلمان و شرق گیلان در زمان ناصر للحق اطروش علوی دژ چالوس تخریب شد.
احمد سامانی در سال ۲۸۷ قمری وارد طبرستان شد و در آمل سپاه ناصر کبیر حاکم علوی را شکست داد و ناصر کبیر حاکم علوی پس از شکست علویان از سامانیان به مدت چهارده سال به دیلم گریخت و در آنجا به تبلیغ اسلام پرداخت و محمد بن صعلوک از طرف سامانیان به عنوان والی طبرستان انتخاب گردید. ناصر کبیر پس از چهارده سال تبلیغ اسلام به فتح طبرستان ترغیب شد. ناصر کبیر افرادی را به طبرستان فرستاد تا از مردم طبرستان یاری بگیرد بنابراین وی با اسپهبد کلار بیعت نمود و پسر خود ابوالحسین احمد را به رویان فرستاد و پسر عموی خود سید حسن بن قاسم ملقب به داعی صغیر را به چالوس فرستاد. در نهایت در سال ۳۰۱ قمری محمد بن صعولک با سپاه پانزده هزار نفری در منطقه ای که ابن اسفندیار آن را بورآباد و اولیاءالله آملی و ظهیرالدین مرعشی آن را بورود می‌نامند در کنار رود بورود (سرداب‌رود) به مقابله با ناصر کبیر شتافت و ناصر کبیر در این نبرد موفق شد والی سامانی را شکست دهد و سپس دژ چالوس را منهدم ساخت. به اعتقاد علی اصغر یوسفی نیا بورود همان بورسر است که در غرب چالوس در کنار سرداب‌رود واقع شده است. رابینو نیز از مکانی با نام نورودسر یاد می‌کند که بین هچیرود و نمکابرود قرار داشت که امروزه نورسر خوانده می‌شود.

### پس از اسلام
نام این شهر به‌صورت سالوش و سالوس یا شالوس هم ضبط گردیده. مقدسی گوید در آنجا قلعه‌ای است که از سنگ ساخته شده و مسجدی در یک سمت آن است.
پس از شکست اسپهبد خورشید آخرین اسپهبد طبرستان در سال ۱۴۴ قمری عمر بن علاء عامل خلافت عباسی توانست کلار و چالوس را فتح کند. از چهل و پنج موضعی که خلیفه عباسی از تمیشه تا کلار در طبرستان سپاه گذاشته بود ده موضع در رویان قرار داشت که در کجور مرکز رویان شش هزار مرد و در چالوس پانصد مرد و کلار (کلاردشت) پانصد مرد و ناتل پانصد مرد و سعیدآباد (مرزن‌آباد) هزار مرد جنگجو عباسی حضور داشتند که پس از شورش طبرستان در سال ۱۶۹ قمری تمام آنها توسط مردمان طبرستان کشته شدند.
اسم شالوس در زمان جنگ‌های امیر تیمور به نام چالوس آمده است. ظاهراً امیر تیمور در ضمن لشکرکشی‌هایی که در این بلاد کرد تمام آن بلاد و همچنین بلاد کوهستانی جنوب آن یعنی رویان و رستمدار را به‌کلی خراب کرد.
نام این شهر در متون اسلامی به‌صورت سالوس و شالوس ذکر شده است که در پیرامون آن دو شهر کوچک دیگر به نام کبیره و کچه نیز وجود داشته است. علمای جغرافیا نویس، از چالوس به عنوان یکی از آبادی‌های طبرستان و ناحیهٔ رویان نام برده‌اند.
بلاذری مورخ قرن دوم از رویان که چالوس نیز بخشی از آن است به عنوان یکی از هشت ناحیه طبرستان نام می‌برد همچنین ابن رسته مورخ قرن دوم از چالوس و کلار به عنوان یکی از چهارده بخش طبرستان نام می‌برد. قیام علویان در طبرستان از یک شورش محلی که در آن ولایت ضد بی‌رسمی‌های عمال و حکام طاهریان درگرفت در نواحی کلار و شالوس (چالوس) روی داد و آرام آرام از دیلمان تا جرجان تقریباً همه جا را فراگرفت. در ورود شورشیان علوی به طبرستان، شورشیان دیلم با وجوه مردم رویان (کلار و چالوس) نسبت به امام علوی اظهار وفاداری کردند. محمدبن اویس از امرای دوره تسلط خلفای عرب به دستور خلیفه معتصم به حکمرانی چالوس منصوب شد. محمد بن اویس خود در رویان (قسمت غربی طبرستان) استقرار یافت و پسرش احمد را به حکومت چالوس گمارد.
یاقوت رویان را گاهی «مدینه» و گاهی «کوره واسعه» می‌خواند و شهر «کجه» (کجور) را حاکم نشین رویان می‌داند. «شهر» یا «مدینه» خواندن رویان به اعتبار معنی قدیمی این کلمه در فارسی است، زیرا «شهر» به معنی ناحیه و مملکت هم به کار می‌رفته است. ناحیه رویان را بعدها، از قرن هفتم تا زمان صفویه، رستمدار هم گفته‌اند. احتمال می‌رود که رستمدار صورت دیگری از استندار باشد، زیرا این ناحیه از قرن چهارم به بعد به وسیله فرمانروایانی اداره می‌شد که استندار خوانده می‌شدند. این کلمه در زبانِ عامّه به «رستمدار»، که معروفتر و آشناتر بود، بدل گردید و بعدها این اسم نیز فراموش شد.
اولیاءالله آملی در کتاب تاریخ رویان تألیف قرن هشتم دربارهٔ واژه استندار قید کرده است: و به زبان طبری استان کوه را گویند. پس معنی استندار، ملک الجبال باشد، یعنی حاکم و پادشاه کوه، همچنان‌که ملوک باوند را در آن عهد ملک الجبال خوانندی، پس معنی استندار نیز همان باشد ملا شیخ علی گیلانی در کتاب تاریخ مازندران که در سال ۱۰۴۴ هجری قمری تألیف شده استندار را ناحیتی بالتمام در طبرستان قید کرده است
بهاءالدین محمد بن حسن بن اسفندیار نویسنده کتاب تاریخ اسفندیار که در قرن ششم و هفتم می‌زیست در این زمان حدود مازندران و رویان را از دینار جاری در شرق ملاط که در نزدیکی هوسم (رودسر) قرار دارد می‌داند.ملا شیخ علی گیلانی مؤلف کتاب تاریخ مازندران که در تاریخ ۱۰۴۴ قمری و در دوران صفویه کتاب را نگاشته است، در ذکر حدود مازندران آورده است: «حد غربی طبرستان قریه ملاط گیلان است ورای هوسم که اکنون به رودسر اشتهار یافته و سامان شرقی دینار چار که اهالی آن دیار دوناچال می‌خوانند، قریب به شهر سارویه واقع است. استندار بالتمام داخل طبرستان است»
ناتل، چالوس، رودان، کلار، شهرک‌هایی اند اندر کوه‌ها و شکستگی‌ها و این ناحیتی است هم از طبرستان و لکن پادشاهی دیگر است و پادشاه او را استندار خوانند و این چالوس بر کران دریاست و کلار اندر کوهست. گیلان ناحیتیست جدا میان دیلمان و جبال و آذربایگان و دریاء خزران و این ناحیتیست بر صحرا نهاده میان با آبهاء روان بسیار، یکی رودیست عظیم سپید رود خوانند، میان گیلان ببرد و به دریاء خزران افتد، و این گیلان دو گروه اند، یک گروه میان دریا و این رودند و ایشان را «از این سوی رودی» خوانند و گروهی دیگر میان رود و کوهند ایشان را «از آن سوی رودی» خوانند، اما «ازین سوی رودیان» را هفت ناحیتست بزرگ چون: لافجان، میالفجان، کشکجان، برفجان، داخل، تجن، جمه؛ و اما آنک «از آن سوی رودیان» اند ایشان را یازده ناحیتست بزرگ چون حانکجان، نَنَک، کوتم، سراوان، پیلمان شهر، رشت، تولیم، دولاب، کهن روذ، استراب، خوان بلی

### تاریخ چالوس در عصر استنداران
استنداران طایفه ای کجوری حاکم بر منطقه رویان (استندار) می‌باشد که از قرن ششم تا قرن دهم بر منطقه رویان (نور، کجور، چالوس و کلار) و بعضاً دیلمان حکومت راندند.
به گفته اولیالله آملی منظور از استندار منطقه کجور می‌باشد وی در کتاب خود می‌نویسد که در گذشته به کجور استانرستاق می‌گفتند و استان در زبان طبری به معنای کوه است و استاندار به معنای ملک الجبال یا حاکم کوه (کوه دار) است.
نخستین بار نام استندار در کتاب تاریخ طبرستان ابن اسفندیار آمده است که در آن شخصی به نام استندار به عنوان حاکم رویان در پی جنگ‌های حسن فیروزان با وشمگیر به شخص حسن فیروزان پناه داده است.
استندار رویان شخصی به نام ابوالفضل ثائر علوی را که لشکر آل بویه را شکست داده بود به چالوس برده و در آنجا نشانده است
همچنین سکه‌هایی در آمل با نام استنداران در سال ۳۳۷ و ۳۴۷ ضرب شده است.

#### استندار شهریوش بن هزارسب (هزاراسپ)
استندار شهریوش بن هزارسب نخستین استنداری است که اولیاالله در کتاب تاریخ رویان از او به عنوان حاکم رویان نام می‌برد.
استندار شهر یوش بن هزارسب پس از اینکه شاه غازی رستم باوندی پادشاه طبرستان گردید مملکت او از دهستان (گرگان) تا سیاه رود گیلان (شرق گیلان) وسعت داشت و در پی اتحادی که بین او و استندار شهریوش بن هزارسب ایجاد شده بود ادارهٔ دشت رستاق (احتمالا نور) تا سیاه رود  (رودی در نزدیکی رشت) را به استندار شهریوش بن هزارسب سپرد.

#### استندار کیکاووس بن هزارسب
استندار کیکاووس بن هزارسب برادر شهریوش بود که پس از وی به حکومت رویان رسید. او نیز به مانند برادر خویش متحد و ملازم شاه غازی باوندی بود و در این دوره بین شاه غازی باوندی و ملاحده (کافران) دیلمان جنگ درگرفت و در یک روز شاه غازی هجده هزار ملاحده دیلمی را در رودبار گردن زد.
سپس شاه غازی چند سری به الموت حمله نمود و تمام ملاحده (کافران) از منطقه الموت فرار نمودن.
در این دوره شاه غازی باوندی، کیا بزرگ امید (جانشین حسن صباح) را که پدر زن او بود حاکم دیلمان ساخت و پس از وفات کیا بزرگ امید ملک دیلمان را به استندار کیکاوس بن هزارسب سپرد. کیکاووس پس از فرمان شاه غازی باوندی در دیلمان حاکم شد و همه روز با ملاحده جنگ می‌نمود و دست به کشتار آنها می‌زد. کیکاووس کجوری به مدت سه سال پادشاه دیلمان بود و سپس نائبی از جانب خود به دیلمان فرستاد تا دیلمان را از ملاحده حفظ نماید و خود به کجور بازگشت تا رویان را اداره نماید. کیکاوس دارای پسری به نام جستان بود که قبل از وی در گذشت و نوه ای به نام زرینکمر از جوستان داشت.

#### استندار هزارسب بن شهر یوش
استندار هزارسب بن شهریوش برادر زادهٔ کیکاوس بود که پس از مرگ وی به حکومت رویان رسید.
استندار هزارسب برخلاف عموی خود سنت جنگ با ملاحده دیلم را کنار گذاشت. او فرستاده‌ای نزد ملاحده دیلم فرستاد و با آنها صلح نمود و قلعه‌هایی را که قبلاً حاکمان طبرستان در دیلمان تصرف نموده بودند به ملاحده پس داد.
مردم پس از موضوع از استندار هزارسب گریزان شدند و بین استندار و ملک اردشیر باوندی اختلاف افتاد و ملک اردشیر قلعه قلعهٔ ولیج کجور را فتح نمود. استندار هزارسب پس از عدم همراهی مردم کجور و کلار ناامید گشت و به سوی ری و سپس همدان رفت. ملک اردشیر به سوی ازبلو و تنکا رفت و قلعه‌های آن را فتح نمود و مردم دو ولایت ازبلو و تنکا را مظیع خود ساخت. او حاجی شاه خسرو زا به نیابت از خود حاکم ازبله و تنکا نمود و و در رویان هزبرالدین خورشید را به نیابت از خود حاکم کرد و به ساری بازگشت.

#### استندار زرینکمر بن جوستان
وی نوهٔ استندار کیکاوس بود پس از هزارسب به حکومت رویان رسید.

#### استندار بیستون بن زرینکمر
استندار بیستون فرزند زرینکمر پس از پدر بر رویان و دیلمان حکومت راند. در عصر او ملوک گیلان بر آن شدند که دیلمان را از رستمدار جدا نمایند ولیکن استندار بیستون به مقاومت برخاست و در چند نوبت لشکر گیلان را شکست داد و تا سیاه رود گیلان را تصرف نمود. به گفته اولیاالله آملی بخاطر لشکرکشی استندار بیستون هیچ شبی در شهرهای گیلان از ترس استندار ایمن نبود و مردم ترسیدند و فریاد برآوردند اکنون رستمداریان آمده‌اند.

#### استندار فخر الدوله ناماور بن بیستون
استندار فخرالدوله ناماور فرزند استندار بیستون بود که به مدت بیست سال بر بر رویان و تمام دیلم تا حدود گیلان حکومت نمود. او پسر خود حسام الدوله اردشیر را قائم مقام خود بر دیلمان کرد و پسر دیگر خود اسکندر را قائم مقام خود در ناتل کرد و خود بر رویان (کجور و چالوس و کلار) حکومت راند. وی در سال ۶۴۰ قمری از دنیا رفت.

#### استندار شهراگیم بن ناماور
استندار شهراگیم پسر استندار فخرالدوله ناماور بود که سی و یک سال به حکومت پرداخت. در عصر او ملوک گیلان در پی آن آمدند تا دیلمان را از رستمدار جدا نمایند. استندار شهراگیم طاقت مقاومت نداشت و از دیلمان عقب نشست و به نمکابرود آمد و لشکر گیلان تا چند روز در نمکابرود به جنگ پرداختند ولی نتوانستند شهراگیم را بیشتر به عقب برانند بنابراین نمکابرود حد بین گیلان و رستمدار شد.

### محال ثلاث نور (محال ثلاث نور، کجور و کلارستاق)
محال ثلاث نور منطقه ای در غرب مازندران متشکل از سه منطقهٔ نور، کجور و کلارستاق (چالوس، مرزن آباد و کلاردشت) بوده که پس از انقراض سلسلهٔ پادوسبان در منطقهٔ رویان و رستمدار شکل گرفت که از آن به عنوان ولایت نور یا محال ثلاث نور یاد می‌شده است. در عصر صفوی منطقه کلارستاق و کجور از توابع نور به حساب می‌آمدند و این مسئله تا اواخر عصر صفوی پایدار ماند. در این دوره حکامی از منطقه یوش نور همچون عباسعلی بیک ویلک یوشی نوری بر محال ثلاث نور، کجور و کلارستاق حاکم بودند. در دوران سلطان حسین صفوی، کیا نعیم بیک میار از خاندان کلارستاق که از نوادگان ملک کیومرث رستمدار بود حکمران محال کجور، کلارستاق، کلاردشت و مضافات گردید و پس از او برادرش کیا عباس میار کلارستاقی حاکم ولایت نور گشت. در عصر زندیه محمد خان دادوئی از خاندان سوادکوه حاکم مازندران و محال ثلاث نور، کجور و کلارستاق گشت.

### نبرد رویان (کلارستاق، کجور و نور) و گیلان
درسال ۸۳۰ میان ملک کیومرث رستمدار حاکم رویان (کلارستاق، کجور و نور) با حکام کیایی گیلان دشمنی سخت پدید آمد و در نهایت ملک کیومرث رستمدار با حمایت اهالی کجور و کلارستاق در سال ۸۳۱ قمری به سرزمین کیاییان گیلان حمله نموده و منطقهٔ تنکابن را فتح نمود و عمارت خاصه سید داوود کارکیا را آتش زده و برخی از حامیان کیاییان را به قتل رساند کیاییان ناحیه تنکابن را به او واگذار نمودند ملک کیومرث بین سال‌های ۸۰۷ تا ۸۵۷ قمری بر رویان حکومت راند و مرزهای حکومت ملک کیومرث از شرق تا لاریجان آمل و از غرب تا تنکابن و از جنوب تا طالقان امتداد می‌یافت.پس از ملک کیومرث حکومت او بین دو پسرش کاووس و اسکندر تقسیم گشت ملک کاووس و هشت تن از نوادگان اسکندر بر کجور و کلارستاق حاکم گشتند و ملک کاووس و نه تن از نوادگان او بر نور و لاریجان حاکم گشتند و این دو سلسله تا اواسط سلسله صفوی بر منطقهٔ رویان (کلارستاق، کجور و نور) پایدار ماند.

### محال ثلاث تنکابن، کلارستاق و کجور
پس از الحاق دوبارهٔ تنکابن به مازندران توسط مهدی خان خلابر در عصر قاجار منطقه کجور و کلارستاق از ولایت نور به تنکابن الحاق گشتند و اینگونه محال ثلاث تنکابن شکل گرفت که مرکزیت آن با شهر خرم‌آباد بود که حاکمیت آن معمولاً با خاندان خلابر تنکابن بود ولی در دورانی نیز نصرالله خان نوری و عباس قلی خان نوری و اقتدار الممالک کجوری هر سه از منطقه کجور و عبدالعلی خان فقیه از منطقهٔ کلارستاق به حاکمیت محال ثلاث تنکابن رسیدند و در اواخر عصر قاجار افرادی چون کلنل بصیر دیوان و سرهنگ فضل‌الله پهلوی هر دو از منطقهٔ سوادکوه به حاکمیت محال ثلاث تنکابن رسیدند. در دوران قاجار و اوایل پهلوی اشخاصی چون محمود میار و آقا خان میار و اسدالله میار (پسر مرتضی قلی بیک میار) و آقا بزرگ میار و علی خان میار (پسر اسدالله خان میار) و عزیزالله خان میار (پسر زمان خان میار) و محمد امین میار (پسر میرزا عبدالله خان میار) و همچنین میرزا محمد خان فقیه و عبدالعلی خان فقیه با عنوان نائب الحکمهٔ کلارستاق به حاکمیت کلارستاق رسیدند. الحاق کلارستاق و کجور به تنکابن جنگ‌های صد ساله بین خاندان‌های کلارستاق و کجور با خاندان خلابر تنکابن را در پی داشت.

### نبرد تنکابن و کلارستاق
جعفر قلی خان خلابر تنکابنی با ورود به منطقهٔ کلارستاق بنای ناسازگاری و تکالیف شاق بر آنها داشت. این واقعه موجب اعتراض مردم کلارستاق گردید که در راس آن آقا خان میار کلارستاقی قرار داشت. در این میار آقاخان میار توانست با حمایت اهالی کلارستاق و کجور مقر جعفر قلی خان خلعتبری را مورد حمله قرار داده و موفق شد او را شکست دهد و جعفر قلی خان تنکابنی پس از این شکست به خرم‌آباد مرکز تنکابن فرار نمود و در نهایت فتحعلی شاه قاجار فرمان حکومت کلارستاق به نام آقا بزرگ میار کلارستاقی زد.

### فتح تنکابن توسط مجاهدان مازندران (کلارستاق و کجور)
پس از مشروطه ناراضیت مردم منطقه کلارستاق و کجور نسبت به خلابران تنکابن شدت یافت و در سال ۱۳۳۳ قمری عده ای از ناراضیان محلی کجور و کلارستاق که در راس آن علی دیوسالار کجوری (سالار فاتح) قرار داشت برای شکایت از حکومت علی قلی خان امیر اسعد خلعتبری (حاکم تنکابن) به تهران نزد سپهسالار تنکابنی نخست‌وزیر وقت شکایت می‌کنند ولی از آنجا که حاکم تنکابن خود توسط سپهسالار تنکابنی انتخاب شده بود این نارضیان به نتیجه ای نمی‌رسند بنابراین خود به محال ثلاث مراجعت کردند تا امیر اسعد خلعتبری را خود اخراج کنند؛ بنابراین علی دیوسالار کجوری ابتدا قصد تصرف اموال محمد ولی خان تنکابنی (سپهسالار تنکابنی) را در مناطق کجور و کلارستاق را نمود در این هنگام محمد ولی خان تنکابنی نیروهای خواجوند را علیه علی دیوسالار کجوری تحریک نمود اما علی دیوسالار کجوری توانست در منطقه لیتنگان نوشهر نیروهای خواجوند را شکست دهد.
در همین راستا علی دیوسالار کجوری (سالار فاتح) در صدد تصرف تنکابن برآمد در این میان نیروهای کجور و کلارستاق به فرماندهی علی دیوسالار کجوری توانست نیروهای تنکابن را که فرماندهی آن‌ها را اکرم الممالک خلعتبری پسر امیر اسعد خلعتبری برعهده داشت را شکست دهند و خرم‌آباد مرکز تنکابن به اشغال نیروهای کجور و کلارستاق درآمد. امیر اسعد خلعتبری حاکم تنکابن پس از اینکه از علی دیوسالار کجوری شکست خورد به سوی رودبار الموت فرار نمود.

### حزب جنگل کلارستاق
اتحادیه کشاورزان کجور و کلارستاق توسط جمعی از خان‌های کلارستاق و کلاردشت در غرب مازندران، مانند کاظم خان عسگری، ناصر خان یزدانی، عزیزالله خان میار، کاظم خان زال‌زر، ملک زال نژاد و چند تن دیگر از خان‌ها ی غرب کلارستاق به مرکزیت روستای سینوا در چالوس تأسیس شد. حزب جنگل که نام آن بیشتر با نام محمدکاظم زال زر از خان‌ها ی محلی پیوند خورده در سال ۱۳۲۴ اعلام موجودیت نمود. اکثریت اعضای حزب جنگل را بومیان و مالکان کلارستاق تشکیل می‌دادند که در جهت حفظ منافع خود به مقابله با حزب توده که عمدتاً از مهاجران گیلانی تشکیل شده بود، پرداختند. اعضای حزب جنگل کلارستاق با جمعیت طبرستان که در کجور (نوشهر) و نور شکل گرفته بود نزدیکی و اتحاد داشتند.
حزب کشاورز که بعدها حزب جنگل نام گرفت در اوایل پهلوی دوم برای مبارزه با حزب توده و کمونیست‌ها توسط بومیان کلارستاق (چالوس، مرزن آباد و کلاردشت) در منطقهٔ کلارستاق ایجاد گشت.
در دوران پهلوی اول گروهی از مردم شرق گیلان و شرق مازندران به ویژه از شهرهای لنگرود و آمل برای کار زراعت و همچین کار در کارخانه حریربافی به شهر چالوس مهاجرت نمودند به گفتهٔ عزیزالله خان میار (حاکم کلارستاق) پس از اینکه روس‌ها تمام نواحی شمال ایران را تصرف نمود تمام زارعین و کارگران گیلانی و تعداد کمی از طبقات بومی کلارستاق عضو حزب توده شدند و روس‌ها هم به آنها کمک می‌کردند.
قبل از تأسیس حزب جنگل مردم بومی منطقه کلارستاق و کجور حزبی به نام (اتحادیه کشاورزان و کارگران کجور و کلارستاق) را ایجاد نمودند در این زمان (اتحادیه محال ثلاث) که جنبهٔ سیاسی نداشت در شهر شهسوار ایجاد گشت و بعدها (حزب دموکرات) توسط ایل کجور ایجاد گشت.
عزیزالله خان میار می‌گوید روزی دیدم حزب توده عده ای از مالکان (بومیان کلارستاق) را گرفتند و با گذاشتن پوست هندوانه بر سر آنها بدترین رفتار را با آنها می‌کردند.
من همان شب سران کجور و کلارستاق را جمع نمودم و قرار بر این شد علیه حزب توده قیام کنیم و در جنگل سینوا چالوس ستاد خود را تشکیل دادیم و شروع به مبارزه کردیم.
در نهایت به دعوت اسدالله رزمجو در منزل شیخ عباس فاخری در روستای علوی‌کلا (الف کلا) شهرستان چالوس حزب به صورت رسمی تشکیل گشت.
در مقدمهٔ تأسیس حزب در نامهٔ لطفعلی خان میار به برادری و اتحاد اهالی کلارستاق با برادران کجوری و نوری و کسب حمایت از آنان اشاره شد. از جمله خاندان‌های کلارستاق که عضو حزب جنگل بودند می‌توان به خاندان‌هایی همچون میار (میارکیانی، میارکجوری، میار کلارستاقی، میار سوادکوهی، میار تبرسویی، میار بورسر، میار لاهویی، میار کلاردشتی، میارکلایی، میار ملک مرزبان، میارعباسی)، فقیه، نجار (نجاریان)، عسکرج (عسکری)، حیدریان، یزدانی، سلطانی، درخشان، کیاپاشا، انگورج، انگورج تقوی، تقوی، حاتمی، فشکورج (فشکوری، کوهستان، بابا کوهستانی)، براری، بابایی، بابازاده، طاها، زندی، سام (سام دلیری)، دلیرج (دلیر، دلیری)، الیتیج (الیت، الیتی، بالی، بائی)، زال زر، زال، زال نژاد، الکائیج (الکایی، الکایی نژاد، شاه حسینی، بالی لاشک)، بانج، بادرج، گلامرج، ازوج (ازوجی)، امدادی، متکا، متکا ربیعی، مکارج (مکا)، دادوئی، سیار، الاملج (الاملی، ردایی، قطبی)، هرج، بانج، کاویانی، کیانی (کیان)، ثنایی، جمشیدی، شیخ (شیخی)، اسفندیاری، ناترج (ناطری، ناتری، شمس ناتری)، شمس، ناتلی، رویانی، چنس، فشمی، کیا (کیا لاشکی، کیا نوری، کیا کجوری، کیا دلیری، کیا مکارج)، کالج (کالجی)، کیله (کیله رودبارکی)، کلورج، کلورت، کاوه، فرهادی (فرهادیان)، لهراسب (لهراسبی)، خواچکی، درجان، فولادی، نادری، نصیری، نجاتی، سمایی، منوچهری، پوستین دوز، ارسقانی، سلیمانی، ولایی، رئیس، نمدسو، سادات (حسنی، حسینی، موسوی، محمدی، علوی، مرتضی خان علیزاده کجوری، هاشمی، هاشمی نژاد، هاشم‌نژاد، مهدوی)، احمدی، محمدی، محمدنژاد، طبری، طبرسی، طبرسویی (تبرسویی)، سوادکوهی، کلاگر، کاردر، کاردگر، میردار (میردار منصور پناهی)، شرج (شیرج، شیرسوار)، اکج (اکیج)، امرج، ورج (وریج)، مالج (مالمیری)، مجلج (مجلی)، محمدعباسی (مجنون)، توپا (توپا ابراهیمی، توپا اسفندیاری، توبا)، متاج (متاجی)، ردایی، رودگر، رنگرز، روجات، تیرگرج (تیرگر، تیرگری، تیرگرسناری، فاخری، مقیمی)، درزی، نکورایی، یاوری، صدیقی، کریمی، لاریجانی، نوری، رودبارکی، کلاری، کلارستاقی، کندولسی، لاشکی، دیوسالار، قارن، دیکلا، منکلا، گالش، گرجی، کِرد (کُرد)، کراکلایی، کَر (کَر خواچکی)، کرکبودی (نعیم حسنی، نعیم امینی، نعیمایی)، آهنگر (حدادی)، قمی، ناترج، دلفان و غفاری اشاره کرد.
اعضای حزب توده در شهر چالوس و بعدها در شهرهای نوشهر و کلاردشت و شهسوار و رامسر به اعمال خشونت باری دست زدند من جمله: حمله به کلانتری و مراکز نظامی برای به دست آوردن اسلحه و کشتار عده ای ژاندارم، جلوگیری از حمل برنج توسط کشاورزان، حمله به ساختمان‌های اداری و تخلیه آنها، آتش زدن مهمانخانه‌ها، کشتار مردم و غارت خانه‌ها و غیره.
در میانهٔ درگیری حزب جنگل با حزب توده اعضای دو حزب شکایات خود را علیه یکدیگر به دولت وقت مطرح می‌کردند و در این میان حزب توده نه تنها اعمال خشونت بار خود را به گردن نگرفت بلکه آن را به اعضای حزب جنگل نسبت می‌داد.
در این میان به علت گرایش برخی از اعضای دولت به کمونیست و حزب توده باعث گشت شکایات حزب جنگل راه به جایی نبرد و افکار عمومی به شدت علیه حزب جنگل جبهه گرفتند؛ بنابراین عزیزالله خان میار و کاظم خان زال زر به محمدرضا شاه نامه نوشتند و ژاندارمری کل کشور دستور خلع سلاح حزب توده را نمود.
اعضای حزب توده نیز با وعده پول و مقام برخی از اعضای حزب جنگل همچون ناصر قلی خان یزدانی را به سمت خود کشیدند و به او ریاست حزب تودهٔ ایل خواجوند را دادند.
در جریان مبارزات حزب جنگل با حزب توده در سال ۱۳۲۵ در واقعهٔ کریم آباد عزیزالله خان میار که فرماندهی مبارزات را بر عهده داشت با شلیک گلوله مجروح گشت.
پس از مجروحیت عزیزالله خان اعضای حزب جنگل علیه حزب توده به قوام السلطنه نام نوشتند و بعد از بررسی با دستور پیرنیا رئیس کل بازرسی قرار بر این شد که اعضای حزب توده تحت تعقیب قرار گیرند.
اعضای حزب جنگل به محمدرضاشاه جریان منازعات را تلگراف نمودند و خواهان کیفر اعضای حزب توده شدند.
در تلگراف چنین آمده بود که جان نثاران حزب فداکار جنگل کلارستاق با بودن قشون بیگانه برای استقلال کشور دست از از جان و مال کشیده، با جانبازی مدت یکسال در جنگل و کوه‌ها با مشقت به سر بردند، حزب توده و خائنین چالوس و مازندران و گیلان که بر ضد دولت مرکزی به نام وطن فروشی قیام نموده و خواستند حکومت خودمختاری تشکیل دهند، ما جانثاران با مبارزات اقدام شوم آنان را فلج نمودیم.ژاندارمری مازندران با کمک از ژاندارمری کل کشور نیروهای خود را برای مبارزه با اعضای حزب توده اعزام نمود.
طبق گزارش شهربانی شهسوار در نهایت طیبی رهبر حزب توده توسط اعضای حزب جنگل کلارستاق دستگیر گشت.
عزیزالله خان میار و دیگر کلارستاقی‌ها و کجوری‌های عضو حزب جنگل به پاس دفاع از استقلال کشور مفتخر به دریاقت تقدیرنامه و کسب مدال افتخار از محمدرضاشاه پهلوی شدند. عزیزالله خان میار رهبر حزب جنگل کلارستاق در سال ۱۳۳۶ در سن ۵۷ سالگی در گذشت و در شهر مرزن آباد شهرستان چالوس به خاک سپرده شد.

### دوران پهلوی
شهر چالوس از جمله شهرهای مشهور رویان و طبرستان قدیم بود. این شهر در زمان حمله امیر تیمور تخریب شد و سپس تا قرن‌های متمادی به صورت روستایی کوچک در منطقهٔ رستمدار درآمد. در دوران پهلوی اول با پشتیبانی دولت وقت آرام آرام به صورت شهری سازمان یافته درآمد و امروزه به شهری زیبا با امکانات فراوان جهانگردی تبدیل شده است. دربارهٔ وجه تسمیه این شهر می‌گویند چون بخش جلگه‌ای نسبت به ارتفاعات پست‌تر دیده می‌شود؛ و به همین دلیل آن را «چاله است» یا «چاله‌اس» می‌نامیدند که در گویش طبری کلارستاقی به آن به چالِس می‌گفتند.

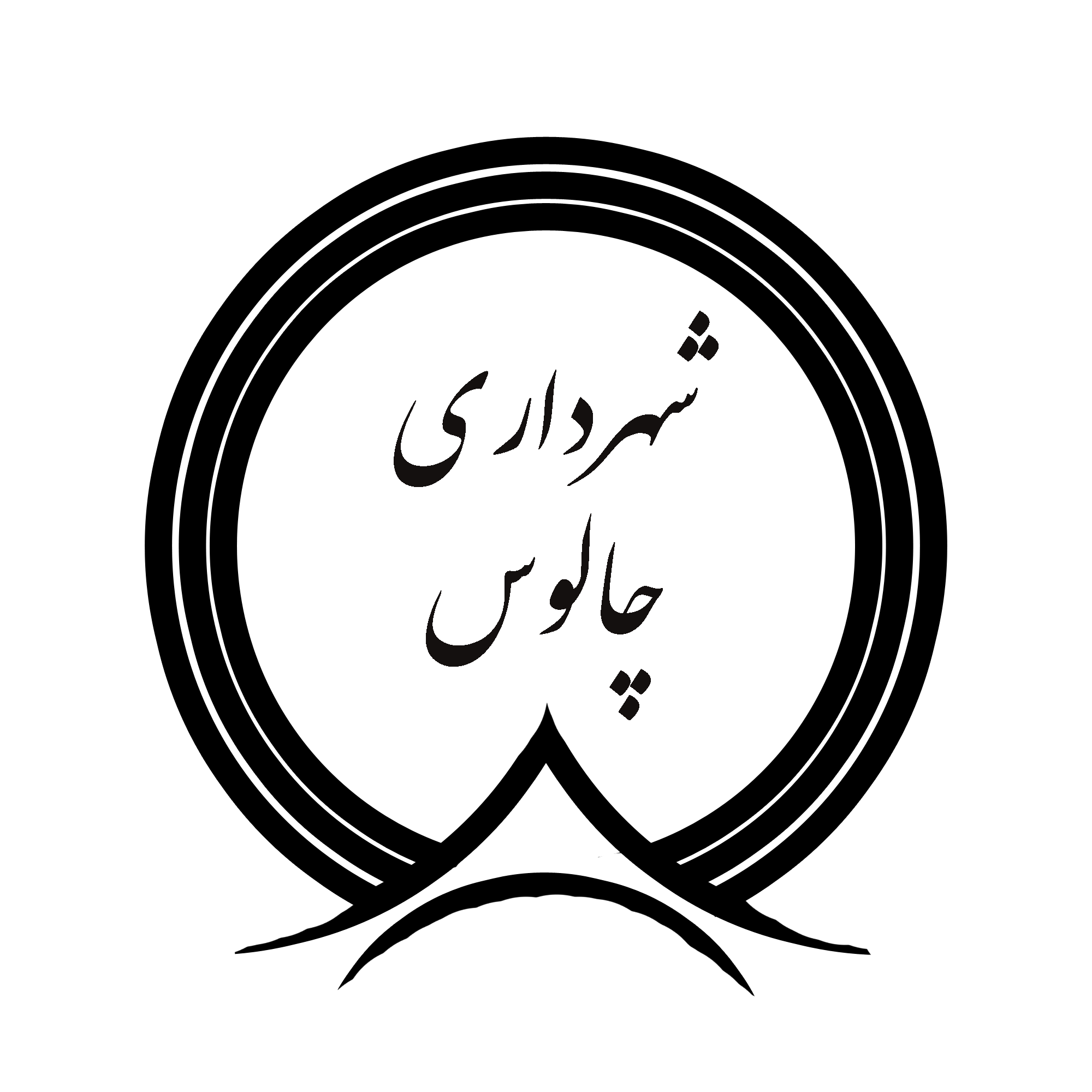
لوگوی شهرداری چالوس

## تقسیمات جغرافیایی

### حدود مازندران
به مازندران موزاندرون می‌گفتند به سبب آنکه موز نام کوهیست از حد گیلان کشیده تا بلار و قصران که موز کوه گویند. همچنین تا به جاجرم یعنی این ولایت درون کوه موز است اما آنچه منسوب به طبرستان منسوب است از دینار جاری شرقی تا به ملاط که دهی است ورای هوسم می‌گویند که در قدیم بیشه بوده است.

### حدود طبرستان
از چالوس و کلار به عنوان یکی از شهرهای طبرستان یاد شده است.
ابن رسته مورخ قرن سوم، طبرستان از جانب مشرق به گرگان و قومس و از طرف مغرب به دیلم و از طرف شمال به دریا و از طرف جنوب به به بعضی از نواحی قومس و ری محدود می‌شود. به گفته ابن رسته مراکز و بخش‌های طبرستان چهارده تا است و خورهٔ آمل که کرسی و مرکز آن ناحیت است و شهرهایش عبارتند از: ساری و مامطیر و تُرنجه و روُبست و میله و مرارکدیه (کدح) و مِهروان و طَمیس و تَمار و ناتل و شالوس (چالوس) و رویان و کلار.
اصطخری می‌نویسد: آمل، ناتل، سالوس (چالوس)، کلار، رویان، میله، برجی، چشمهٔ‌الهم، ممطیر، ساری، لمراسک و تمیشه در شمار طبرستان است.
ابن حوقل در وصف طبرستان می‌نویسد: بزرگ‌ترین شهر طبرستان شهر آمل و در زمان ما حاکم نشین آنجاست. از پلور تا آمل یک منزل است و از آمل به شهر میله دو فرسخ و از میله تا تریجی دو فرسخ و از تریجی به ساری اسرم یک منزل و از ساری تا استرآباد چهار منزل و از استرآباد تا گرگان دو منزل راه است و از آمل تا ناتل یک منزل و از ناتل تا چالوس یک منزل و به سمت دریا تا عین الهم یک منزل است. ابن حوقل می‌نویسد: شهرهای آمل، شالوس (چالوس)، کلار، رویان، میله، تریجی، عین الهم، مامطیر، ساریه و طمیسه جز ولایت طبرستان است.
مقدسی نیز در احسن التقاسیم فی معرفة الاقالیم «جرجان، طبرستان، دیلمان و جیلان» را در اقلیم پنجم عالم معرفی کرده است. مقدسی همچنین طبرستان را دارای کوه‌های بسیار و باران فراوان، وصف کرده و آمل را مرکز طبرستان و چالوس، مامَطیر، تُرنجَه، ساریه، تمیشه و… را از شهرهای طبرستان دانسته است.
به نقل از حدود العالم تمیشه، لمراسک، ساری، مامطیر، تریجی، میله، آمل، الهم، ناتل، رودان، چالوس و کلار در شمار طبرستان هستند. به گزارش مؤلف حدود العالم ناتل، رودان، چالوس و کلار شهرک هایی‌اند اندر کوه و شکستگی‌ها و این ناحیتی است هم از طبرستان و لکن پادشاهی دیگر است و پادشاه آن استندار خوانند.
ابوالقاسم بن احمد جیهانی در کتاب اشکال‌العالم می‌نویسد: از شهرهای طبرستان: آمل، ناتل، سالوس (چالوس)، کلارودان، عین‌الهم، مامطیر، ساری، تمیشه، استرآباد، جرجان، آبسکون و دهستان است. راه آمل به دیلم، آمل تا ناتل از آنجا تا سالوس و از آنجا تا کلار و از آنجا تا دیلم است. رابینو می‌نویسد: وسعت دیلم تا بیش از یک منزلی مغرب ناحیه کلار طبرستان نبوده است. حمزه اصفهانی مورخ قرن سوم در کتاب سنی ملوک الارض و الانبیا می‌نویسد: طبرستان دارای کوره‌های بسیار بود که یکی از آنها سرزمین دیلم است و ایرانیان دیلمیان را اکراد طبرستان می‌نامیدند چنان‌که عربان مردم عراق را اکراد سورستان می‌خواندند.
ابن اسفندیار طبرستان را از شرق تا غرب، محدود به دینارجاری تا ملاط دانسته، که معادل تقریبی جرجان و رودسر کنونی هستند. ابن اسفندیار در کتاب تاریخ طبرستان از شهرهای طبرستان که دارای جامع و مصلی بودند چنین نام می‌برد: به هامون آمل، ساری، مامطیر، رودبست، تریجه، میله، مهروان، اهلم، پای‌دشت، ناتل، کنو، شالوس (چالوس)، بیخوری، لمراسک، طمیش و به کوهستان کلار، رویان، نمار، کجویه، ویمه، شلنبه، وفاد، الجمه، شارمام، لارجان، امیدوارکوه، پریم و هزارگری.
ظهیرالدین مرعشی در کتاب تاریخ طبرستان و رویان و مازندران می‌نویسد: حد طبرستان از طرف شرقی دیناره‌جاری و از طرف غربی ملاط که آن قریه شهر هوسم که اکنون به فرضه روده‌سر اشتهارد دارد. حد مازندران از طرف شرقی بیشه انجدان می‌باشد و از طرف غربی ملاط می‌باشد. حد گرگان حالیا که به استرآباد مشهور است و اصلاً دهستان می‌گفتند شرقی دیناره جاری است که حد شرقی تمام طبرستان است و غربی انجدان که حد شرقی مازندران است. به گفتهٔ ظهیرالدین مرعشی مازندران بخشی از طبرستان است و سرزمین طبرستان، گرگان و مازندران هر دو را در بر می‌گرفت.

### حدود رویان
رویان به سرزمینی آباد در غرب مازندران گفته می‌شد که شامل نور، کجور، کلارستاق، لنگا، تنکابن، سختسر، هوسم، الموت، طالقان، لورا، ارنگه، رودبار قصران و لارقصران می‌شد. به گفته ابن فقیه همدانی، رویان از کوره‌های طبرستان است و از شهرهای رویان: چالوس، لارز، شرز و بذشوارجر است. در حدودالعالم؛ ناتل، چالوس و کلار از کورهٔ رویان و جزئی از خاک طبرستان معرفی شده است.

### حدود رستمدار
از قرن هفتم تا دوره صفویه منطقهٔ رویان عمدتاً با نام رویان یا رستمدار شناخته می‌شد و در این دوره مرزها ی ولایت رستمدار شامل مناطق کلارستاق، کجور، نور، طالقان، لاریجان، لواسانات، شمیرانات و مناطق پشت کوه البرز مرکزی می‌شد. سابقاً طبرستان شامل گرگان، استرآباد، مازندران و رستمدار می‌شد یعنی سرتاسر ناحیه‌ای که بین دینار جاری در مشرق و ملاط لنگرود (واقع در گیلان) در مغرب بود را شامل می‌گشت. سرحدات قدیمی رستمدار عبارت بود از: سیسنگان یا رودخانه مانهیر در مشرق و ملاط لنگرود در مغرب. مدتی بعد این سرحدات تغییر شکل یافتند و می‌توان گفت که رستمدار ناحیه‌ای را که از آمل تا گیلان ادامه می‌یافت شامل می‌شد. رویان نام اراضی مسطح بود ولی همچنین به سرتاسر رستمدار نیز گفته می‌شد.

### حدود چالوس‌رستاق
چالوس‌رستاق (čālus restāq) نام ناحیتی در طبرستان و رستمدار است که از سردآبرود در غرب تا رود چالوس در شرق امتداد دارد که برگرفته از نام شهر چالوس می‌باشد. نخستین بار ظهرالدین مرعشی چالوس رستاق را به صورت چالوسه‌رستاق به عنوان ناحیتی از طبرستان و رستمدار ذکر نمود. چالوس رستاق شامل هجده ناحیه به نام های؛ دارکلا، چالوس محله، اورنگ (آبرنگ)، لپاوک (فرج‌آباد)، سلیم آباد، گرامجان، آیش بن، بورسر، فخرآباد، علویکلا (الف کلا)، شیخ کلا، درمش کلا (دارمشکلا)، کردخیل، دوستگر، علی‌آباد، عرب خیل، ذوات و سینوا می‌شده است.

## بخش‌های چالوس
بخش شرقی شهر چالوس در ناحیه کُجور و بخش غربی چالوس در منطقهٔ کلارستاق قرار دارد.

### کلارستاق

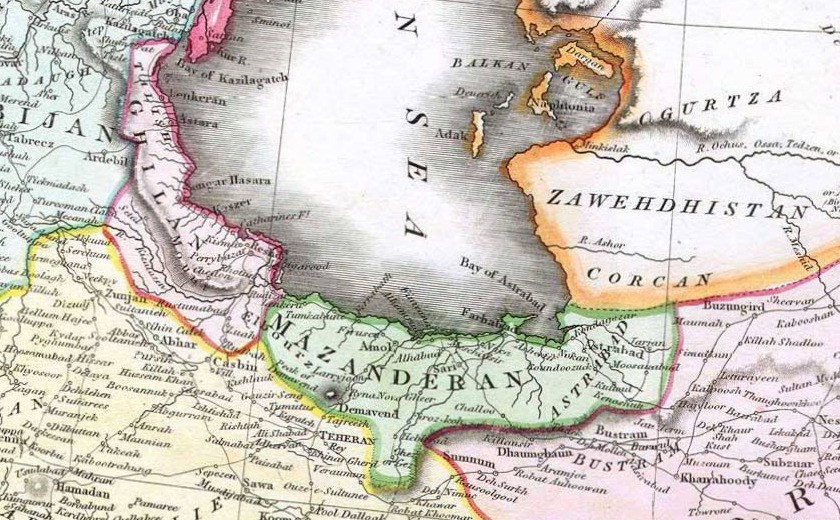
نقشه قدیم مازندران ۱۸۱۴ میلادی

کلارستاق (kelārestāq) نام ناحیه دهستانی در طبرستان و رستمدار است که از دو بخش غربی و شرقی تشکیل شده و به مرکزیت رود سرداب‌رود از هم جدا می‌شوند. بخش کلارستاق شرقی تا رود چالوس و کلارستاق غربی تا رود پلنگاب‌رود که به ترتیب کلارستاق را از بخش‌های کجور و لنگا جدا می‌کنند، امتداد دارد. کلارستاق از جنوب توسط ارتفاعات تخت سلیمان و کندوان در کوه‌های البرز مرکزی از طالقان جدا می‌شود که شامل شهرستان‌های چالوس و کلاردشت است. نخستین بار در قرن هشتم اولیاءالله آملی در کتاب تاریخ رویان نام کلارستاق را به عنوان ناحیتی آباد در رستمدار طبرستان ثبت نموده است که تحت حاکمیت نصیرالدوله شهریار حاکم رستمدار بوده است. نصیرالدوله شهریار با لشکرکشی به گیلان، گرجیان، دیلمان و اشکور، موجب آبادانی رستمدار شد و تا تیمجان رودسر در قلمرو او بود.
بومیان کلارستاق به زبان طبری مازندرانی و گویش طبری کلارستاقی صحبت می‌کنند. منطقه کلارستاق (چالوس، مرزن آباد و کلاردشت) به همراه کُجور (نور و نوشهر)، لنگا (عباس‌آباد و نشتارود) و تنکابن بخشی از رویان کهن بود که بعدها رستمدار نام گرفت. رویان کهن از نواحی غربی طبرستان محسوب می‌شده است.

### کُجور
کجور از شمال به دریای مازندران و از غرب به رود چالوس و از شرق به سولده (نور) و از جنوب به دره نور محدود می‌شود که شامل شهرستان‌های نور و نوشهر و بخش شرقی شهرستان چالوس می‌شود. بومیان کجور به زبان مازندرانی و گویش طبری کجوری صحبت می‌کنند.

## مردم‌شناسی

### قومیت
اکثریت جمعیت شهر چالوس را بومیان کلارستاق که قومیت طبری هستند تشکیل می‌دهند، و ریشه در قوم باستانی تپوری (به یونانی: Τάπυροι) دارند. شهرهای آمل، چالوس، کلار، سعیدآباد و رویان جزئی از سرزمین قوم تپوری بودند.

### مردم مهاجر
بخشی از جمعیت چالوس را مهاجران گیلانی و کرد تشکیل می‌دهند.
در دوران قاجار ایل کرد خواجوند به چالوس تبعید شدند. گرچه برخی قبایل کرد در دوره قاجار در ییلاق کجور و کلاردشت سکنی گزیدند.
در دوران پهلوی گروهی از اهالی شرق گیلان به ویژه رودسر و لنگرود برای کار در کارخانهٔ حریربافی و کار زراعت به چالوس مهاجرت نمودند.
در سرتاسر دره چالوس به گویش شرقی زبان گیلکی تکلم می‌شود.

### جمعیت
بر اساس آمار سازمان سرشماری ایران در سال ۱۳۹۵ شهر چالوس با جمعیتی بالغ بر ۶۵٬۱۹۶ نفر پرجمعیت‌ترین شهر غرب مازندران بوده است.
بر اساس آمار سازمان آمار ایران در سال ۱۴۰۲ شهر چالوس با جمعیتی بالغ بر ۱۰۵،۰۱۵ نفر پنجمین شهر پرجمعیت استان مازندران و پرجمعیت‌ترین شهر غرب مازندران بوده است.

### زبان
مردم بومی شهر چالوس به زبان طبری و گویش طبری کلارستاقی و لهجه طبری چالوسی صحبت می‌کنند.
همچنین در نواحی شرق چالوس که خود بخشی از کجور است، کجوری‌ها ساکن هستند که به گویش کجوری از زبان مازندرانی سخن می‌گویند.
مردم چالوس به زبان طبری کلارستاقی که گویشی از زبان مازندرانی است سخن می‌گویند. زبان طبری کلارستاقی به همراه زبان طبری کجوری زیر مجموعه گویش طبری رویانی می‌باشد که از شهرستان نور تا نشتارود در شرق تنکابن گویش می‌شود. گویش طبری رویانی زبان حکام اسپهبد رویان نیز بوده است. در گذشته سرزمین رویان شهرستان‌های نور، نوشهر، چالوس، کلاردشت (کلار)، عباس‌آباد (لنگا) و تنکابن را شامل می‌شد و گاهی مرز غربی آن تا رودسر ادامه می‌یافت.
زبان طبری زبانی است که در استان مازندران و قسمت‌هایی از استان‌های گلستان، سمنان، تهران و البرز رایج است. طبری استان مازندران به سه گویش غربی، مرکزی و شرقی تقسیم می‌گردد. گویش طبری چالوس (کلارستاقی) جز گویش غربی طبری محسوب می‌شود. گویش طبری غربی در محدوده میان چالوس و تنکابن گویش می‌شود.
- برخی جملات در گویش کلارستاقی چالوس به شرح زیر می‌باشند. (نمونه زیر براساس گویش چالوس تنظیم شده است)[۱۱۹]

| فارسی معیار             | مازندرانی (لهجه چالوس)     |
| ----------------------- | -------------------------- |
| اسبی سر پل گیر کرده است | asbi pel-e sar gir hākurde |

| فارسی معیار | مازندرانی (لهجه چالوس) |
| ----------- | ---------------------- |
| دختری آمد   | kijaei bimā            |

| فارسی معیار           | مازندرانی (لهجه چالوس) |
| --------------------- | ---------------------- |
| مردانی داشتند می‌آمدند | mardakuni dar-e emanne |

| فارسی معیار       | مازندرانی (لهجه چالوس) |
| ----------------- | ---------------------- |
| روزی پیش من می‌آیی | ye ruz me var eni      |

| فارسی معیار      | مازندرانی (لهجه چالوس) |
| ---------------- | ---------------------- |
| یک زن دارد می‌آید | yattā zanā dar-e ene   |

| فارسی معیار             | مازندرانی (لهجه چالوس)       |
| ----------------------- | ---------------------------- |
| یک شب باید بروم پیش حسن | ya šu veni buāram hasane var |

| فارسی معیار              | مازندرانی (لهجه چالوس)    |
| ------------------------ | ------------------------- |
| یک روز باید پیش تو بیایم | ya ruzi veni biyam te var |

| فارسی معیار       | مازندرانی (لهجه چالوس) |
| ----------------- | ---------------------- |
| جایی او را دیده‌ام | ya jaei vere badiyamme |

| فارسی معیار             | مازندرانی (لهجه چالوس)    |
| ----------------------- | ------------------------- |
| هر دختری دختر من نمی‌شود | har kijāei me kijā navune |

| فارسی معیار          | مازندرانی (لهجه چالوس) |
| -------------------- | ---------------------- |
| هیچ درختی وجود ندارد | hič dāri da-niye       |

### خطر انقراض قوم طبری
به گفته پژوهشگران آمار بالای طلاق، باروری کم، سالمندی و ازدواج پایین از مشکلات حوزه جمعیت در میان قوم طبری به ویژه طبری‌های مازندران محسوب می‌شود. پژوهشگران به روند پیری جمعیت قوم طبری اشاره نموده و بر لزوم توجه به سیاست جوانی جمعیت تأکید دارند. پژوهشگران خطر انقراض قوم طبری (مازندرانی) را در کشور خطر جدی می‌دانند. براساس غربالگری از ۴۳۰ هزار زوج طبری (مازندرانی) در سال ۱۴۰۱ حدود ۱۰ هزار زوج نابارور در مازندران شناسایی شدند.

### فرهنگ
فرهنگ طبری و رسم و رسوم مازندرانی با زندگی مردم چالوس عجین شده است. از جمله آداب و رسوم مرسوم در چالوس نوروزخوانی است که بعد از نیمه اول اسفند ماه در شهر و روستای این دیار مرسوم است.
نوروزخوانان متشکل از چند نفر هستند که یک نفر اشعار را می‌خواند، یک نفر ساز می‌زند، نفر دیگر که به آن کوله‌کش می‌گویند به در خانه‌های مردم می‌رود و به زبان مازندرانی می‌خواند:
| باد بهارون بیمو      |  | نوروز سلطون بیمو  |
| مژده هادین به دوستون |  | گل به گلستون بیمو |

از رسوم سنتی مردم چالوس می‌توان به تیرماه سیزده، نوروزخوانی، چله شو، آفتاب خواهی، باران خواهی، آیین سنتی ۲۶ عید ماه، تیرگان و … اشاره کرد.
همچنین رقص دروم (تکدست) از رقص‌های بومی و پهلوانی این منطقه است که در بین مردم چالوس، نوشهر، نور، عباس‌آباد و آمل رواج دارد.
از بازی‌های سنتی مردم چالوس می‌توان از آغوزکا (گردو بازی)، چلیک مارکا (گلی کاچ)، ریسمان بازی و رزین کا نام برد.

### چالوس در اشعار پارسی
ملک الشعرای بهار:
| بنگر یکی به منظر چالوس کز جمال |  | صد ره به زیب و زینت مازندران فزود |

| زان جایگه به بابل و شاهی گذاره کن |  | پس با ترن به ساری و گرگان گرای زود |

### ورزش
ورزش کشتی به ویژه کشتی‌های محلی مازندرانی همچون کشتی میس میسی و کشتی لوچو در این منطقه رایج است.

### آیین‌های مردم چالوس
آیین خورمیا
مردم مازندران به ویژه مردم چالوس آیینی نمایشی را تحت عنوان «خورمیا= خورشیدخواهی» در باور دارند که به هنگام تداوم زمان بارندگی آن را به اجرا درمی‌آورند و به موجب آن از خداوندگار خود پایان ریزش باران و شروع تابش خورشید را خواهان می‌شوند.
کسانی که آیین «خورمیا» را بجا می‌آورند «خورمیا توار= از تبار خورمیا» نامیده می‌شوند. خورمیا تباران پس از مراجعهٔ مکرر مردم اقدام به اجرای آن می‌کنند. آنان این نمایش را گروهی اجرا می‌کنند. سردستهٔ «خورمیا گران» جارویی را بر نوک چوبی بلند فروکرده، پوست پر پشم بزی را به عنوان جلیقه بر تن می‌کند، سپس تعدادی چارق کهنه، یک عدد غربال و چند زنگوله به کمر و بازوها می‌آویزد. افراد گروه او نیز درحالی‌که دسته‌ای علف نسبتاً بلند یا سرشاخه‌های نرم درختان و بوته‌ها را در دست دارند لباس مشابه با رنگی متفاوت پوشیده و سردستهٔ آنان چماقی در دست دارد که جمجمهٔ اسبی را در آن فروکرده است. گروه اول درحالی‌که سرها را به سمت آسمان گرفته‌اند و جارو یا دسته‌های علف را در هوا به نحوی می‌چرخانند که گویی دارند ابرها را از آسمان جارو می‌کنند با حرکاتی که تداعی‌کنندهٔ جارو کردن با حالتی خشمگینانه است اشعاری را به زبان مازندرانی (گویش کلارستاقی) با مضمون زیر می‌خوانند:
آی خورمیا آی خورمیا، من در شمه قهر خدا
تیم جار تیم بَپیسه، ورزیگرِ لینگ بَپیسه، گسنِ دِم بَپیسه، کرد کینگِ بِن بَپیسه، وَرزایِ سم بَپیسه، وِ چک تا دم بَپیسه.
اوندَسِ واش بَپیسه، نِسُمِ راش بَپیسه، دارِ تَلی بَپیسه، باغِ هَلی بَپیسه، کَندِلِ بار بَپیسه، خوردیمِ دار بَپیسه…
آی خورمیا، آی خورمیا، من دشِّمه قهر خدا
ای خورشید که نمی‌تابی، ای خورشید که نمی‌تابی، من دارم می‌روم که شکایت به نزد خدا برم
بذر خزانه پوسید، پای برزگر پوسید، دم گوسفند پوسید، نشیمن‌گاه چوپان پوسید، سم گاو شخم‌زنی پوسید، از ساق پا تا دمش پوسید.
ارزاق در سیلو پوسید، درختی که در محل تابش خورشید قرار داشت پوسید، درخت تیغ دار پوسید، باغ آلوچه پوسید، بار گاو ماده پوسید، درخت آفتاب گیر پوسید…
ای خورشید که نمی‌تابی، ای خورشید که نمی‌تابی، من دارم می‌روم که شکایت نزد خدا برم

## اقلیم آب و هوایی
چالوس به دلیل مجاورت با دریای مازندران از آب و هوایی معتدل و مرطوب برخوردار است. حداکثر دمای چالوس در فصل تابستان ۲۴ تا ۳۵ درجه و در زمستان ۱۵ تا ۸ درجهٔ سانتی گراد می‌باشد. از لحاظ آب و هوایی منطقه خاورمیانه که ایران در راس آن قرار دارد، با پدیده گرمایش جهانی روبه‌رو شده است. چالوس با وجود اینکه در شمال ایران که منطقه مرطوب و سردسیری هست، در سال های اخیر از جمله شهرستان هایی بوده که با پدیده گرمایش جهانی مواجه شده است. به طوری که طبق آمار آب و هوایی از سرد و مرطوب به معتدل و مرطوب تغییر کرده، میانگین دما چه در تابستان چه دیگر فصول با افزایشی قابل توجه همراه بوده است. میزان بارش نیز از بالای ۱۰۰۰ میلی‌متر به ۷۲۲ میلی متر رسیده است. روزهای یخبندان در سال ۲۹۲ روز بوده که به ۲۱۱ روز رسیده است.

## جاذبه‌های تاریخی، طبیعی و گردشگری
رود چالوس و سردآب‌رود

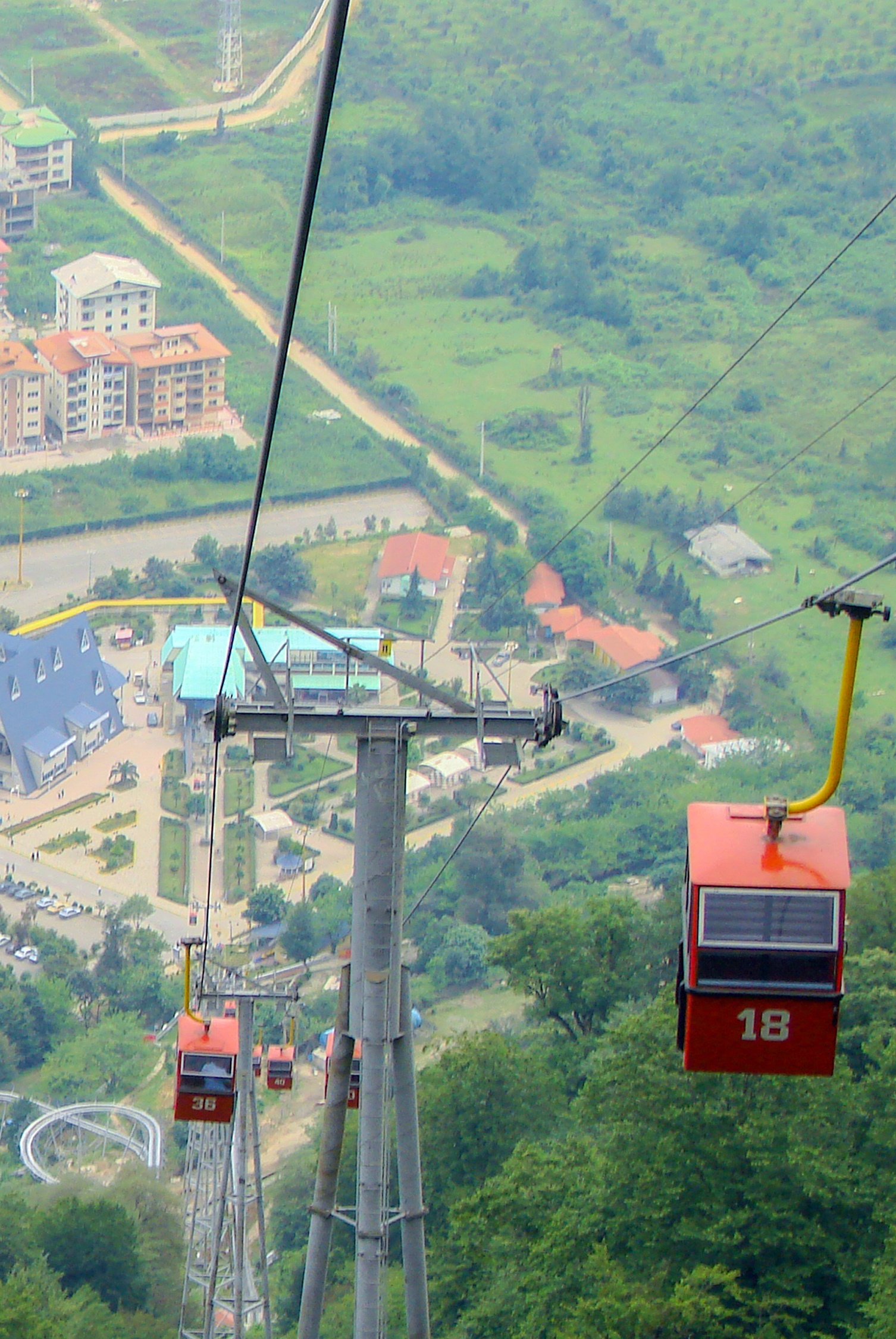
تله کابین منطقه توریستی تفریحی نمکاب‌رود

کرانه‌های زیبای این دو رود که جای بسیار خوب برای دورهمی و گذراندن با دوستان و خانواده می‌باشد.
دریا
بلوار دریا و جایگاه و جُنگ گردشگری توسکا و جاده کرانه‌ای شهر چالوس که تا کرانه خط‌هشت ادامه دارد.
دریاچه
دریاچه ولشت در جاده چالوس، آبگیر هسل (مشعل) و سد زیبای زوات در دل بیشه‌زار چالوس
جاده‌ها
جاده چالوس، جاده جنگلی عباس‌آباد به کلاردشت، جاده شناخته شده کندوان و جاهای بسیار زیبا و دیدنی در راستا و ادامه آن مانند روستای و سد سیاه بیشه، گردنه هزارچم و هفت برادران و آبشار دیدنی جاده کندوان و دیگر
کاخ چایخوران (شماره ثبت تاریخی ۱۰۴۵)
این کاخ که از بناهای دوره پهلوی اول است در جنوب میدان معلم چالوس و در منطقه‌ای موسوم به محوطه کاخ واقع شده و اکنون به عنوان مکان اداره کافی شاپ/رستوران مورد استفاده قرار دارد. این بنا در محوطه‌ای به مساحت تقریبی ۴۰۰۰ متر مربع در یک طبقه و زیر زمین احداث شده است.
کاخ شمس ملکه مادر (کاخ مادر شاه)
این کاخ که از بناهای دوره پهلوی دوم است که در مجاورت شهر چالوس در روستای مازوپشته، ابتدای جاده زوات و در ابتدای کمربندی نمکاب‌رود در کنار جنگل احداث شده است.
این کاخ در دو طبقه ساخته شده است و برای اقامت موقت مادر محمدرضا شاه پهلوی تاج‌الملوک آیرُملو (همسر دوم رضا شاه)در مدتی که محمدرضا پهلوی در رامسر به سر می‌برد به دستور وی و توسط بنیاد پهلوی و تحت نظر اسدالله علم ساخته شد.
هتل بنیاد پهلوی چالوس
هتل بنیاد پهلوی در ضلع شرقی میدان معلم شهر چالوس واقع شده است. این بنا در دوره پهلوی اول به عنوان هتل در دو طبقه و زیرزمین، در امتداد شمالی و جنوبی احداث گردیده و بعد از انقلاب به سپاه پاسداران واگذار شد و هم‌اکنون به عنوان درمانگاه تخصصی امام رضا مورد بهره‌برداری می‌باشد.
ویلاهای جنگلبانی
مجموعه‌ای شامل پنج ویلا در ضلع شمالی میدان معلم شهر چالوس درمحوطه سازمان جنگل‌ها و در فاصله اندکی از جانب شرقی رودخانه چالوس واقع شده است. این ویلاها تماماً دو طبقه و تنها قسمت کرسی آن‌ها از سنگ‌های تراشیده ساخته شده است. علاوه بر سنگ مصالح متداول روز از جمله آجر و چوب و … در ساخت آن‌ها بکار رفته است.
پل فلزی چالوس
این پل که در مرکز شهر و بر فراز رود چالوس قرار دارد بنای آن در سال ۱۳۱۱ خورشیدی شروع و در سال ۱۳۱۲ به بهره‌برداری رسید. طول پل ۲۰۰ متر و عرض گذرگاه باجان پناه ۶٫۵ متر می‌باشد. قسمت فلزی آن دارای یک چشمه به طول ۶۸٫۵ متر است و در سو به دو دهانه طاق منتهی می‌شود. اتصالات فلزی تماماً پرچ کاری و به گونه تزئینی است. دو طرف پل به صورت پایه چراغ‌ها و مجسمه شیرهای سیمانی آراسته شده است.
دبستان پروین اعتصامی
این بنا که در ضلع شمالی خیابان امام واقع شده است. در سال ۱۳۱۲ خورشیدی هم‌زمان با احداث کارخانه حریربافی به عنوان رستوران کارخانه بنا گردید و در سال‌های ۱۳۲۰ تا ۱۳۲۴ خورشیدی مرکز فرماندهی نیروهای ارتش شوروی سابق بود. پس از خروج متفقین از سال ۱۳۲۵ تاکنون این بنا با نام دبیرستان شاپور و پس از مدتی تحت نام دبستان پروین اعتصامی مورد بهره‌برداری آموزشی است. ساختمان مدرسه از یک طبقه و زیرزمین تشکیل شده است و ورودی آن در جهت جنوبی و دارای سردر تزئینی است.
کارخانه حریربافی چالوس
عملیات ساختمانی کارخانه از سال ۱۳۱۲ ش آغاز و در سال ۱۳۱۵ به پایان رسید. حریربافی چالوس که در زمان خود در خاورمیانه بی‌نظیر بوده از سال ۱۳۱۵ تا سال ۱۳۳۷ بکار تولید محصولات ابریشمی طبیعی انواع پارچه، جوراب، پرده و کراوات و غیره به منظور صدور به کشورهای دیگر اختصاص داشت. در این سال کارخانه تعطیل و دستگاه‌های آن به رشت انتقال یافت.
پارک جنگلی ورگاویج
پارک جنگلی ورگاویج در منطقه ورگاویج، کیلومتر ۳ جاده چالوس، پشت کمربندی چالوس به نوشهر قرار دارد. جنگل ورگاویج از شمال به دریای خزر، از جنوب به سلسله جبال البرز محدود می‌شود. این پارک علاوه بر جاذبه‌های گردشگری و توریستی، سیاست حفظ و حراست از گونه‌های نادر و حفاظت‌شدهٔ گیاهان جنگل‌های هیرکانی را به‌طور جدی دنبال می‌کند.
پارک جنگلی نمکاب‌رود
این پارک بیش از ۲۰۰ هکتار مساحت دارد و مانند سایر پارک‌های جنگلی، درختان خودرو و انبوهی را درخود جای داده است. گونه‌های مختلف گیاهان شمشاد آن بیش از ۷۰۰ سال برآورد گردیده است. پارک نمکاب‌رود با طبیعت بکر و وحشی، ضمن حفظ سیستم‌های اکولوژیکی به عنوان یکی از پارک‌های جنگلی زیبای جهان محسوب می‌شود.
راه سنگ‌فرش
این راه که از آن به عنوان راه ناصرالدین شاهی یاد می‌کنند. ۳ متر عرض دارد و از سنگ‌های چیده شده در کنار هم شکل گرفته است و اکنون در برخی از نقاط جنوب شهر چالوس نظیر سینوا و مازی پشته می‌توان این راه را مشاهده نمود. گویا این راه چالوس را به منظریه شمیران متصل می‌نموده است.
هتل نیمه تمام
این بنا در مرکز شهر می‌باشد و مربوط به دوره پهلوی اول می‌باشد و عملیات احداث آن در سه طبقه توسط شرکت آلمانی در دست انجام بود. اما گویا از آنجا که سازندگان آن نتوانستند رضاخان را در مورد استحکام آن متقاعد سازند، ادامه ساخت آن متوقف و تا به امروز به صورت نیمه تمام باقی‌مانده است. امروزه بخش‌هایی از آن توسط برخی نهادها مورد استفاده می‌باشد.
ساختمان تخریب‌شده کارخانه حریربافی چالوس
ساختمان اصلی با مساحت ۲۷ هزار متر مربع، عملیات احداث آن از سال ۱۳۱۲ آغاز و در ۱۳۱۵ پایان یافت.
بیمارستان تخریب‌شده قدیمی چالوس
ساختمان این بیمارستان در ۱۳۱۸ بنیاد نهاده شد. با معماری سبک رضاشاهی از باشکوهترین بناهای بیمارستانی به‌شمار می‌رفت که بر روی تپه‌ای مصنوعی ساخته شده بود. ساختمان آن در اوایل دهه نود شمسی تخریب و زمین آن به حیاط بیمارستان جدید تبدیل شد.
بوستان‌هابوستان جنگلی فین در جاده چالوس، بوستان معلم، بوستان سنگی در ورودی شهر، بوستان محوطه کاخ و بوستان شهرک نواب که بر فراز شهر چالوس جای دارد به مانند بام چالوس برای دیدن همه جای شهر چالوس کاربرد دارد.
هتل‌هاهتل کوروش، هتل ملک، هتل پارسیان خزر (هتل‌هایت) و چند مسافر خانه شهری
پاساژهاشهر چالوس در میان شهرهای غرب مازندران بیشترین تعداد پاساژ و مرکز خرید را دارد، نام پاساژهای شاخص در چالوس:
- ملت
- ردایی
- نصیری
- الماس
- میلاد نور
- البرز
- رضا
- قائم

بازار روز سنتی
در نزدیکی رودخانه چالوس، بازار روز سنتی چالوس قرار دارد. در این بازار تره بار و ماهی تازه به فروش می‌رسد.
کاخ شاه‌چشمه
بام چالوس
روستاها و دیگر اماکن دیدنی شهرستان
روستاهای بسیار زیبای انگوران و الیت و دلیر از وردی دزبن و روستاهای بسیار زیبای طویر، فشکور، بیجدنو و ناتر از ورودی دوراه‌سر و روستاهای ماسال و باندر مرزن‌آباد و روستاهای گویتر، کلنو، کردیچال، پیشنبور، مجل، رودبارک و شهر دیدنی حسنکیف در کلاردشت و روستای سنار و دریاچه زیبای ولشت در مرزن‌آباد و روستای ممدآباد در راستای جاده کندوان و روستای زیبای مازوپشته و ذوات همراه با چشم‌اندازی زیبا در کنارهای بیشه‌زارهای چالوس و از تِجَک که بر فراز چالوس هست دیدن کنید، روستاهای امامرود و کلاچان و شهر هچیرود و روستای مِسده و سنگ‌وارس و شهر نمک آبرود با بازی و سرگرمی‌ها و رستوران‌ها و تله‌کابین و سورتمه و پرواز با بالن و هواپیمای کوچک و تفرجگاه نمک آبرود که بخش بالن سریال پایتخت در آن انجام شد و خرید از فروشگاه‌های ایران‌کتان و اکسیر و پرشین و سالیان و…

## فرمانداری و شهرداری
شهر چالوس در سال ۱۳۳۰ تأسیس شد. براساس داده‌های وزارت کشور (۱۳۹۵–۱۴۰۰) چالوس دارای درجه شهرداری ۸ می‌باشد. در سال ۱۴۰۲، شهر چالوس به درجه شهرداری ۹ ارتقا یافت.

## حمل و نقل

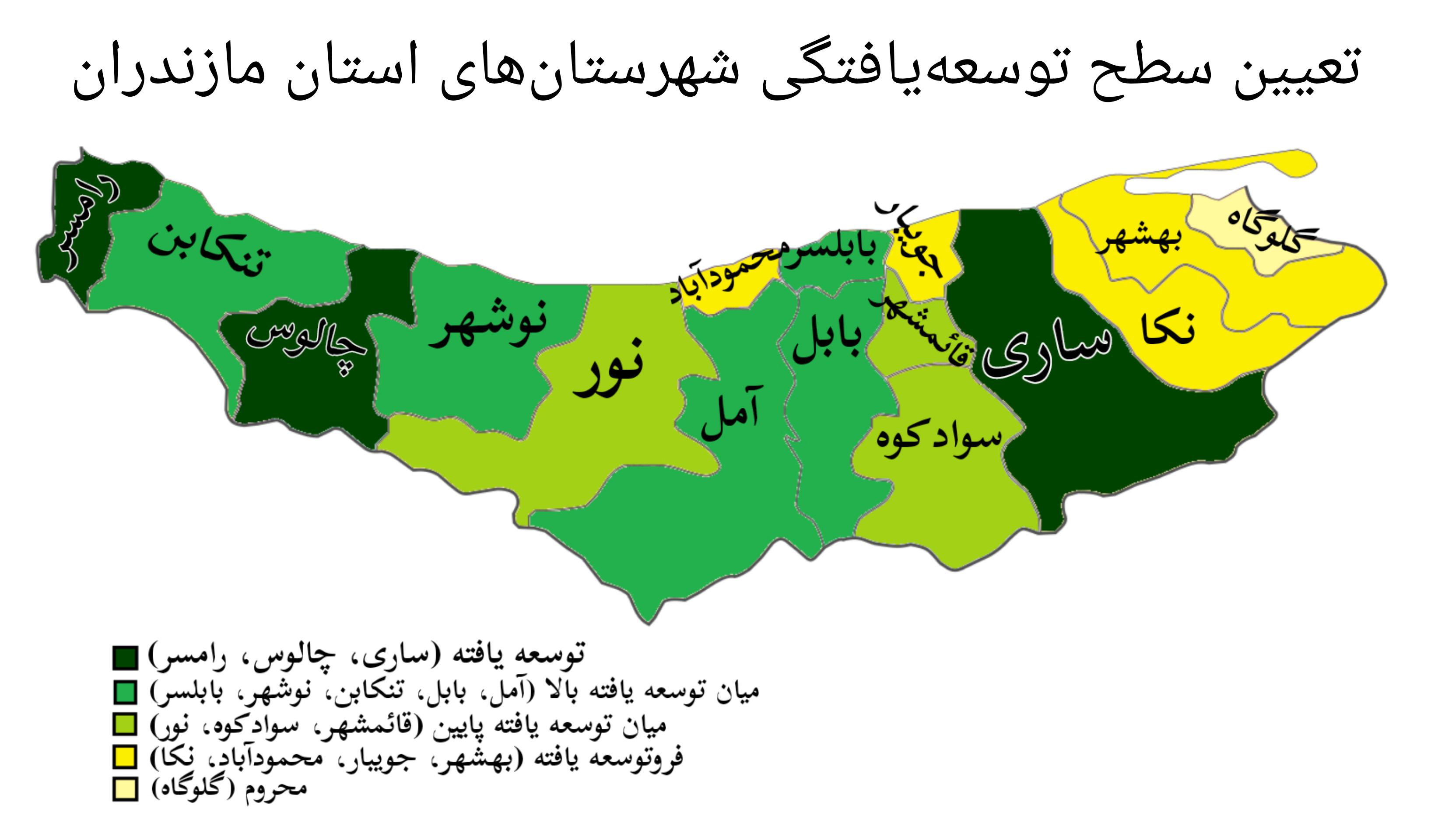
سطع توسعه یافتگی

چالوس به همراه رامسر و ساری جزء شهرستان‌هایی محسوب می‌شوند که بالاترین سطح توسعه‌یافتگی را در بین شهرستان‌های استان مازندران و به خصوص شهرستان‌های نیمه شرقی استان دارند.

### راه‌آهن و مونوریل
در حال حاضر، این شهر فاقد ریل راه‌آهن می‌باشد ولی طرح راه‌آهنی تحت عنوان راه‌آهن ساری-رشت از این شهر عبور می‌کند. این طرح که در دست مطالعات است، به طول بیش از ۲۰۰ کیلومتر می‌باشد، با اجرایی شدن آن نقش مفیدی در توسعه گردشگری خواهد داشت، نه تنها غرب و مرکز مازندران را به یکدیگر متصل می‌کند، بلکه کریدور ترانزیتی مناسبی برای بندر نوشهر می‌گردد، از طرفی امکان سفر آسان‌تر مشهد برای غربی نشینان مازندران فراهم می‌کند. براساس این طرح شهرهای بابل، آمل، چمستان، نور، رویان، نوشهر، چالوس، تنکابن و رامسر صاحب خط راه‌آهن می‌شوند. همچنین طرح مونوریل مازندران که در دست مطالعات است، نیز تأثیر بزرگی روی استان و چالوس می‌گذارد. فاز اول این طرح در شهرهای ساری، بابل، قائمشهر و آمل و فاز دوم در شهرهای غربی استان از جمله چالوس اجرایی می‌شود. احداث مونوریل منجر به تسهیل فعالیت‌های اقتصادی و سرمایه‌گذاری در استان می‌شود و این مهم؛ رونق و توسعه مازندران را به دنبال دارد.

### آزادراه
آزادراه تهران-شمال مانند جاده چالوس مردم تهران و کرج را به سوی شمال (هدف:چالوس) روانه می‌کند. با این تفاوت که مبدأ آزادراه تهران-شمال، تهران است که هم‌اکنون قطعات ۱ و ۴ آن، زیر بار ترافیک است، قطعه ۲ در دست ساخت (احتمال افتتاح: آخر سال ۱۴۰۱) و قطعه ۳ در دست مطالعه است. همچنین طرح آزادراه گرگان-ساری-رشت شهر چالوس را به شبکه آزادراهی وصل می‌کند و دو فاز مطرح شده است: آزادراه آمل-نور-چالوس و آزادراه چالوس-تنکابن. فاز آمل-نور-چالوس در انتظار تصویب توسط هیئت دولت است و به تازگی فاز چالوس-تنکابن-رامسر در هیئت دولت به تصویب رسید.

## سیستم آب‌رسانی شهری
آب آشامیدنی جمعیت ۱۲۰۰۰۰ هزار نفری چالوس و حدود ۱۶ روستای پیرامون آن از ۱۰ حلقه چاه و چشمه گردوک نوشهر تأمین می‌شود. از ۳۵۰ کیلومتر شبکه آبرسانی شهر چالوس حدود ۷۰ کیلومتر آن مربوط به پیش از انقلاب ۵۷ و فرسوده است. از این‌رو ۲۵ درصد از آب آشامیدنی این شهر تا رسیدن به دست مصرف‌کننده در شبکه آبرسانی هدر می‌رود.

## نگارخانه

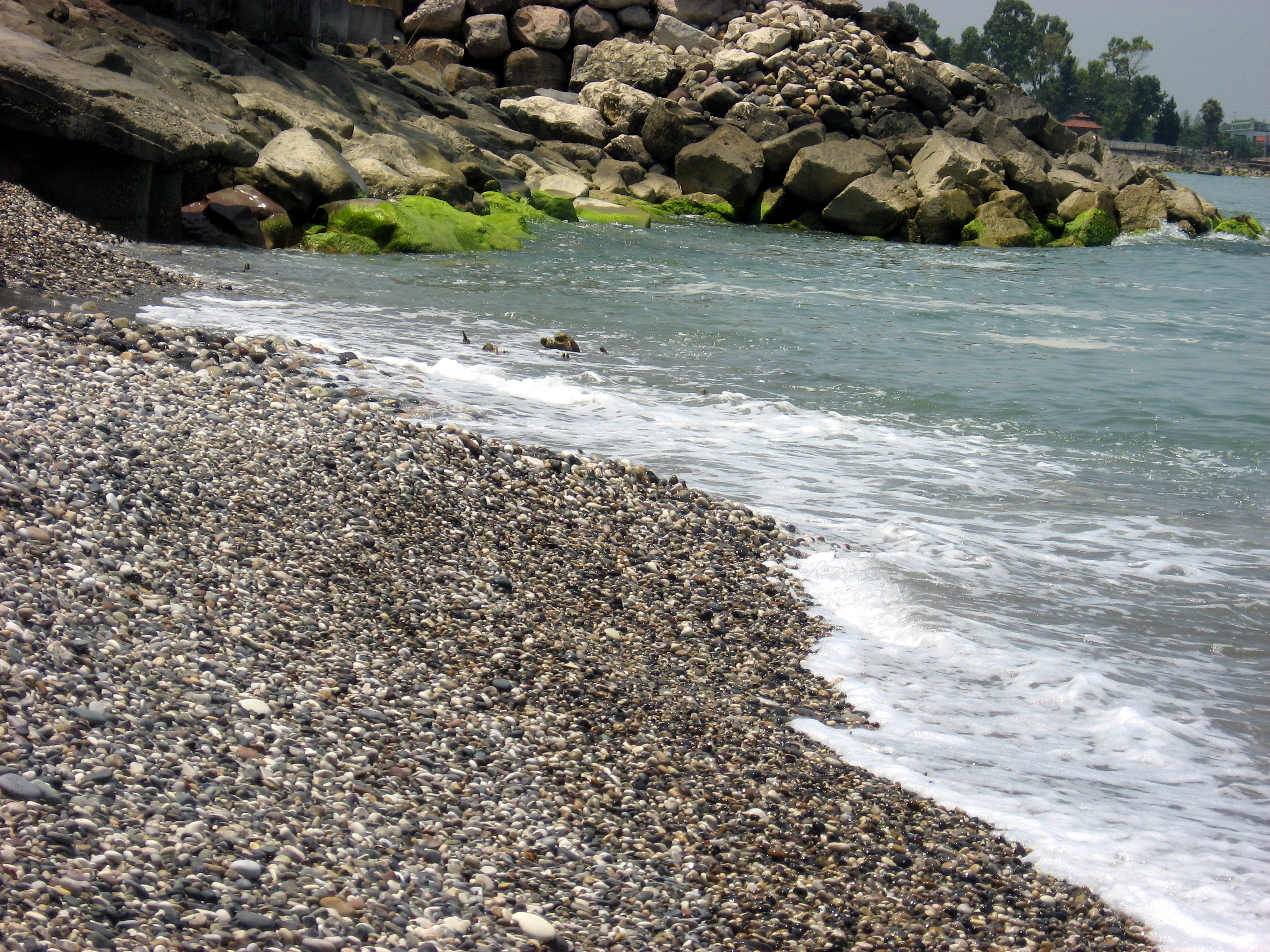
کرانه دریای مازندران (خزر) در چالوس
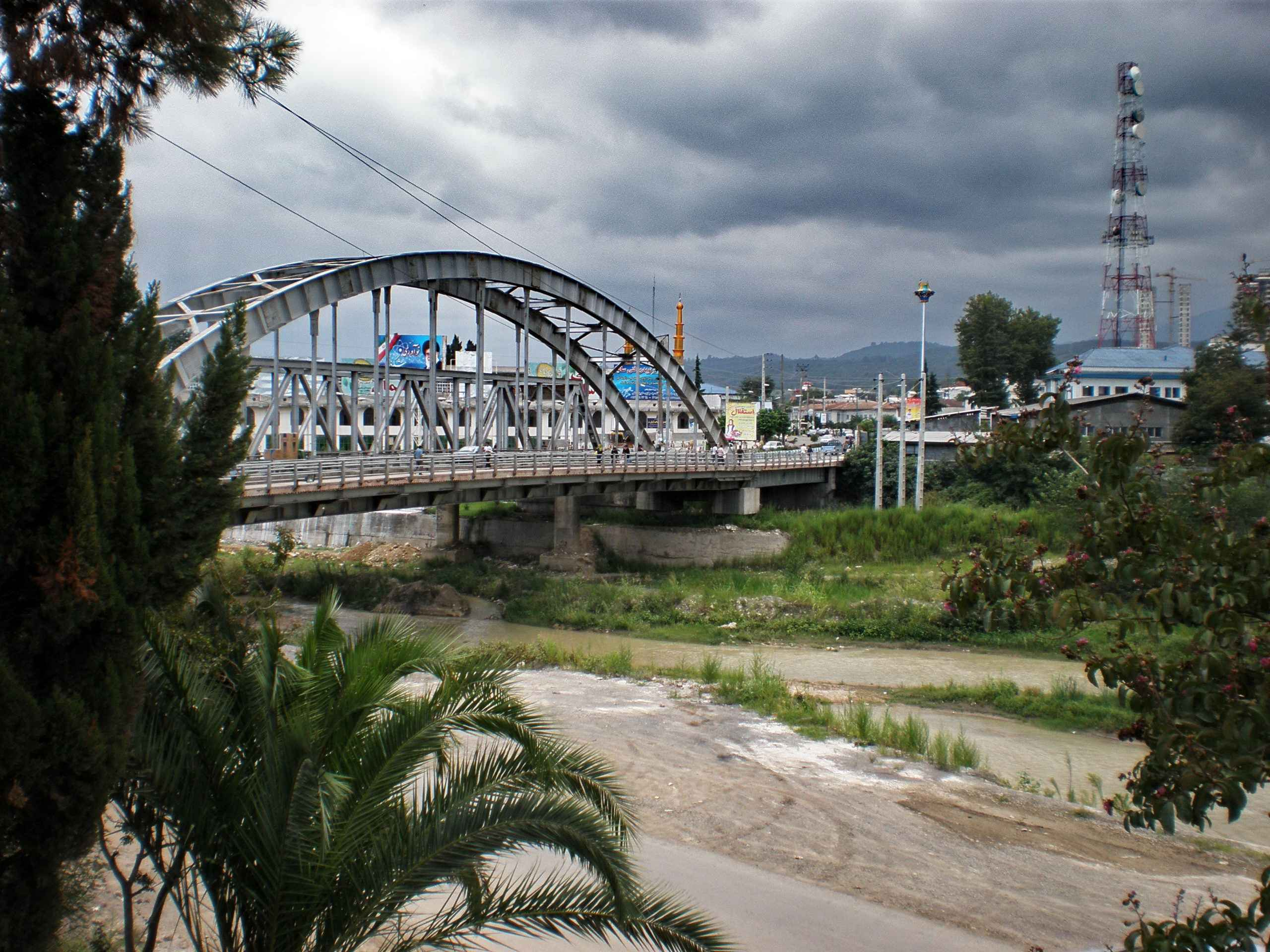
پل‌های آهنی چالوس که بر روی رودخانه چالوس در مرکز شهر واقع شده است